# Dojnice
Dojnice (alb. Dojnicë) je naseljeno mesto u opštini Prizren, na Kosovu i Metohiji. Prema popisu stanovništva iz 2011. naselje više nema stanovnika.

## Položaj
Dojnice je staro srpsko selo na pet kilometara od Prizrena.

## Istorija
Prvi pisani dokumenti o postojanju ovog sela stari su više od 600 godina. Po nekim izvorima susedno selo Skorobište je nastalo odvajanjem stanovništva koje je primilo islam ali su odnosi meštana ova dva sela bili oduvek korektni i dobrosusedski. Selo je do temelja uništeno 1999. godine kada je i učinjen masakr nad 16 starijih osoba koje su ostale nakon poraza srpske vojske od NATO-a.

## Stanovništvo
Prema zvaničnim popisima, Dojnice je imalo sledeći broj stanovnika:
| Demografija | Demografija | Demografija |
| Godina      | Stanovnika  | Stanovnika  |
| ----------- | ----------- | ----------- |
| 1948.       | 219         |             |
| 1953.       | 231         |             |
| 1961.       | 226         |             |
| 1971.       | 218         |             |
| 1981.       | 174         |             |
| 1991.       | 90          |             |
| 2011.       | 0           |             |

## Spoljašnje veze
- Gugl satelitska mapa (Maplandia)
- Mape, aerodromi i vremenska situacija lokacija (Fallingrain)
- Film o selu Dojnice i proslavi 600-godišnjice prvog pisanog pominjanja imena sela